# Escudo de Nuevo León
El escudo de Nuevo León fue creado por una comisión el 2 de junio de 1943. Antes de su creación el estado utilizó el escudo de la ciudad de Monterrey, capital del estado.
El artista regiomontano Ignacio Martínez Rendón se encargó de pintar al óleo este escudo, el cual se encuentra en el Palacio de Gobierno ubicado en la capital.

## Heráldica
El escudo es cuartelado con escusón y bordura. Primero en campo de oro, el Cerro de la Silla y por su cumbre un sol de gules, y en primer término un naranjo en fruto; segundo en campo de plata un león rampante de gules, coronado, lampasado y armado de oro; tercero sobre fondo de plata y en colores naturales el antiguo templo de San Francisco; cuarto en campo de oro, cinco chimeneas humeantes, color sable. Por escusón en campo de plata una cadena sable alrededor y banda del mismo color. La bordura de azur contiene distintas armas todas en plata; arriba van tres abejas doradas de cada lado y abajo el nombre del Estado de Nuevo León. Sobre el escudo un yelmo de plata, bruñido, terciado y con cinco rejillas. Al pie del escudo una cinta con los colores nacionales, y escrita la frase latina “Semper Ascendens” (Siempre Ascendiendo), en letra de sable, manuscrita del siglo XVI.

## Véase también

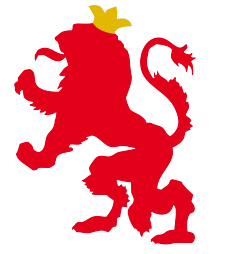
León rampante